# Honda Logo
O Logo é um automóvel de porte mini da Honda.
Algumas de suas versões foram equipadas com transmissão continuamente variável (Câmbio CVT).